# 尾上梅幸 (7代目)
七代目 尾上 梅幸（おのえ ばいこう、1915年〈大正4年〉8月31日 - 1995年〈平成7年〉3月24日）は、歌舞伎役者。屋号は音羽屋。定紋は重ね扇に抱き柏、替紋は四ツ輪。日本芸術院会員、重要無形文化財保持者（人間国宝）。本名は寺嶋 誠三（てらじま せいぞう）。

## 来歴・人物

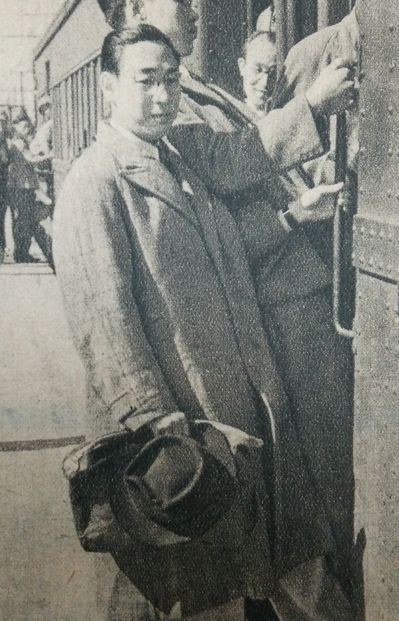
1947年

赤坂の芸者で、のちに料亭「金林」を経営していた寺田きんの三男として生まれる。父は九州博多出身の実業家という。また一説には、兄の徳大寺伸とともに六代目菊五郎が実父であるともいう。誕生前からの約束で、生後すぐに当時子のいなかった六代目尾上菊五郎の養子となる。のちに養父六代目は愛人（1946年に後妻となる）との間に1男2女をもうけるが、実子同様に育てられたため、本人が養子であることを知ったのは15歳を過ぎてからだという。二代目尾上九朗右衛門と二代目大川橋蔵は弟で（ただし2人とは血がつながっていない）、十七代目中村勘三郎と六代目清元延寿太夫は義弟、十八代目中村勘三郎と七代目清元延寿太夫と丹羽貞仁は甥、波乃久里子は姪にあたる。
幼時から六代目の薫陶を受け、その芸系を受継いだ。1921年（大正10年）四代目尾上丑之助を名乗って初舞台、1935年（昭和10年）に三代目尾上菊之助を襲名。1948年（昭和23年）に六代目尾上梅幸未亡人のたっての希望で七代目尾上梅幸を襲名。襲名披露興行における『仮名手本忠臣蔵』の大星力弥で文部大臣賞を受賞した。1966年（昭和41年）日本芸術院賞受賞。1968年（昭和43年）、重要無形文化財保持者各個認定（人間国宝）をうける。1976年（昭和51年）、日本芸術院会員。1987年、勲三等瑞宝章受章。1994年（平成6年）、文化功労者。
七代目尾上菊五郎は長男。他に長女と次男がおり、次男 誠も1955年（昭和30年）5月に『菅原伝授手習鑑 寺子屋』の小太郎役で二代目尾上榮之助として歌舞伎の舞台を踏んだが、1979年（昭和54年）2月の『次郎吉懺悔』伊勢屋若旦那六三郎役を最後に廃業している。俳優の徳大寺伸は実兄。孫は女優の寺島しのぶ、八代目尾上菊五郎。1995年（平成7年）3月24日死去。享年79。

## 芸風
昭和を代表する女形で、六代目中村歌右衛門と並び称された。古風な面長の美貌を持つ歌右衛門が、時代物を得意とし、重厚な芸風であったのに対し、丸顔でふっくらとした面差し・体つきであった梅幸は、世話物のすっきりとした演技に本領を発揮した。娘役では清楚さが際だち、中年以降の役どころでは母性ややさしさを感じさせた。また、父・六代目菊五郎の薫陶によって若衆役も得意とし、特に貴公子では気品のただよう演技を見せた。立役の代表作に『忠臣蔵』の判官などがある。

## 当たり役
丸本物
- 『仮名手本忠臣蔵』 - お軽、塩冶判官、お石
- 『義経千本櫻』 - 静御前、平維盛
- 『菅原伝授手習鑑』 - 桜丸、千代
- 『妹背山婦女庭訓』 - お三輪、久我之助
- 『伽羅先代萩（御殿）』『実録先代萩』 - 乳母政岡
- 『新版歌祭文（野崎村）』 - 久作娘お光、油屋お染
- 『摂州合邦辻（合邦庵室）』 - 玉手御前
- 『新薄雪物語（薄雪）』 - 左衛門

そして無類の貴公子ぶりを謳われた
- 『勧進帳』源義経
- 『一谷嫩軍記・陣門・組討・熊谷陣屋』 - 熊谷小次郎・源義経・相模

など。
世話物
- 『青砥稿花紅彩画（白浪五人男）』 - 弁天小僧菊之助、
- 『御存鈴ケ森』 - 白井権八
- 『廓文章』 - 扇屋夕霧
- 『与話情浮名横櫛（切られ与三）』 - 横櫛お富
- 『助六所縁江戸桜』 - 傾城揚巻、白酒売新兵衛（曾我十郎）、曾我満江
- 『新皿屋舗月雨暈（魚屋宗五郎）』 - 女房おはま
- 『三人吉三巴白浪』 - お嬢吉三

を得意とした。
舞踊
- 『京鹿子娘道成寺』 - 白拍子花子
- 『藤娘』 - 藤の精
- 『保名』 - 安倍保名
- 『お夏狂乱』 - お夏
- 『雪の道成寺』（作：萩原雪夫） - 花子実は雪の精
- 『花簪』（作：北条秀司） - 遊女

など数多くの当たり役がある。
テレビ
- 『赤穂浪士』（1964年、NHK大河ドラマ） - 浅野内匠頭

## 著書
- 『梅と菊』日本経済新聞社, 1979
- 『拍手は幕が下りてから』NTT出版, 1989年10月8日初刷, ISBN 4-87188-065-6